# Вільям Швенк Ґілберт
Сер Вільям Швенк (Дабл-ю Ес) Ґілберт (англ. William Schwenck "W. S." Gilbert; 18 листопада 1836, Стренд, Лондон, Британська імперія — 29 травня 1911, Гарроу, Лондон, Британська імперія) — британський драматург, лібретист, поет й ілюстратор.

## Біографія
Вільям Швенк Ґілберт народився 18 листопада 1836 року в місті Лондон у родині англійського романіста Вільяма Ґілберта.

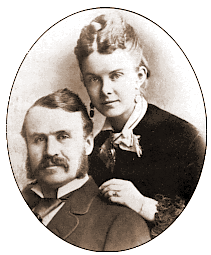
Ґілберт з дружиною Люсі (1867 рік)

Відомий як автор лібрето чотирнадцяти комічних опер, написаних в співавторстві з композитором сером Артуром Салліваном. Найбільш відомими операми є «Корабель Її Величності „Пінафор“», «Пірати Пензанса» і, найбільш часто виконується ця програма, «Мікадо». Вони, як і інші так звані «Савойські опери», регулярно ставляться на сцені в англомовних й інших країнах. В англійській мові багато рядків з цих опер стали приказками.
Ґілберт також написав поетичну збірку «Балади Беба» з власними гумористичними малюнками. Йому належить понад 75 п'єс і лібрето, численні розповіді, вірші, тексти пісень та різні інші комічні і серйозні твори. Його п'єси і реалістичний стиль режисури надихнули багатьох драматургів, включаючи Оскара Вайлда і Джорджа Бернарда Шоу. За даними Кембриджської історії англійської та американської літератури, «ліричний талант Ґілберта і його версифікаційна майстерність підняли поетичну якість комічної опери на рівень, якого вона ніколи раніше не досягала й не досягла з тих пір».
Вільям Швенк Ґілберт помер 29 травня 1911 року в рідному місті.